# Idiops carajas
Espèce
Idiops carajas est une espèce d'araignées mygalomorphes de la famille des Idiopidae.

## Distribution
Cette espèce est endémique du Brésil. Elle se rencontre au Pará, en Amazonas, au Tocantins, au Mato Grosso et au Mato Grosso do Sul.

## Description
Le mâle holotype mesure 14,2 mm et la femelle paratype 28,1 mm.

## Étymologie
Son nom d'espèce lui a été donné en référence au lieu de sa découverte, la serra dos Carajás.

## Publication originale
- Fonseca-Ferreira, Zampaulo & Guadanucci, 2017 : « Diversity of iron cave-dwelling mygalomorph spiders from Pará, Brazil, with description of three new species (Araneae). » Tropical Zoology, vol. 30, no 4, p. 178-199.